# Filip Lesniak
Filip Lesniak (* 14. května 1996, Košice, Slovensko) je slovenský fotbalový záložník a mládežnický reprezentant, od července 2017 hráč klubu Aalborg BK.
Hraje na postu defenzivního záložníka, ačkoli v mládeži hrál v ofenzivě. Je vnukem slovenského trenéra Jána Kozáka a synem Jána Lesniaka, fotbalového funkcionáře. Odmaturoval v červnu 2014 na Sportovním gymnáziu v Košicích.

## Klubová kariéra
- MFK Košice (mládež)
- Tottenham Hotspur FC (mládež)[1]
- Tottenham Hotspur FC 2017
- →  FC Slovan Liberec (hostování) 2016
- Aalborg BK 2017–

Filip Lesniak fotbalově vyrůstal v Košicích, kde hrál v mládežnických letech za místní klub MFK Košice. V lednu 2012 odešel ve svých 15 letech jako nadějný hráč do Anglie do týmu Tottenham Hotspur FC. Zde hrál za týmy do 18 a 21 let. V Tottenhamu jej přeškolili z ofenzivního záložníka na defenzivního. V červenci 2014 obdržel od klubu profesionální kontrakt.
V červenci 2016 odešel na půlroční hostování do severočeského klubu FC Slovan Liberec, trenér Jindřich Trpišovský s ním počítal na post před stopery, kde by měl zahajovat rozehrávku, což dříve zastával David Pavelka. V 1. české lize debutoval 31. 7. 2016 v prvním ligovém kole sezóny 2016/17 proti domácímu týmu FK Mladá Boleslav (porážka 0:3, vystřídal na hřišti Milana Baroše a odehrál závěrečných 23 minut). Byl to jeho jediný ligový start za Liberec. Představil se i v Evropské lize UEFA 2016/17 ve 3. předkole 3. srpna 2016 proti rakouskému týmu FC Admira Wacker Mödling (výhra 2:0) a ve 3. kole českého poháru proti FC Písek (výhra 5:1).
Po podzimní části sezóny 2016/17 mu hostování v Liberci skončilo.
V Premier League (a zároveň v A-týmu Tottenhamu) debutoval pod trenérem Mauriciem Pochettinem 18. května 2017 v utkání proti Leicester City FC, anglickému mistru ze sezóny 2015/16 (Tottenham měl několik hráčů na marodce). Nastoupil na hřiště v 86. minutě a přihrál na gól Harry Kaneovi, Tottenham zvítězil vysoko 6:1. Byl to jeho jediný odehraný zápas v Premier League za Tottenham, čímž se stal 15. Slovákem, který si připsal start v anglické nejvyšší lize. V červnu 2017 jej klub po vypršení smlouvy uvolnil.
Lesniak se poté dohodl na tříleté smlouvě s dánským klubem Aalborg BK. Setkal se zde s krajanem Jakubem Sylvestrem.

## Reprezentační kariéra
Lesniak byl členem slovenských mládežnických reprezentací U17 a U19. Od roku 2016 figuruje v reprezentaci U21 vedené trenérem Pavlem Hapalem.